# Süsü, a sárkány (meseregény)
A Süsü, a sárkány Csukás István 1976 és 1984 között írt bábfilmsorozatának meseregény-változata. A televízióból ismert meseregény főhőse Süsü, az egyfejű sárkány, aki, miután háromfejű apja kitagadta, az emberek közé kerül. Legjobb barátja a Kóbor királyfi, fő ellensége pedig Torzonborz király. A király befogadja és megteszi udvari fősárkánynak. Az eredeti karakter és a mese Miroslav Nastosijevic: Süsü, a sárkány c. rádiójátékából (1971) ered, amelyből Takács Vera dramaturg ötlete alapján készítettek bábjátékot. Később ez szolgált Csukás István meseregényének alapjául.
A „Süsü, a sárkány” című első meseregény 1980-ban, a második „Süsü újabb kalandjai” címmel 1983-ban, a harmadik és a negyedik pedig a „Süsü, a sárkány kalandjai” könyvsorozat címmel 1986–87-ben jelentek meg. Az 1980-as években készült könyveket Csukás István egyedileg dedikálta, a fotókat Kempfner Zsófia, Lippai Ágnes és Zich Zsolt készítette.

## Fülszöveg
Süsü nem mindennapi sárkány: nincs hét feje, csak egy, nem okád tüzet, csak olyankor, ha például a kemencét kell begyújtani, nem aprítja miszlikbe az ellenséget, hanem segít a rászorulókon. Süsü ugyanis – a sárkányhagyománnyal ellentétben – jó sárkány, de olykor gyáva is. Ebből fakadnak azután bajai: sárkánycsaládja kitagadja, és végül a jó királyfi veszi őt pártfogásba, akivel barátságot köt életre-halálra, együtt élnek át különböző mulatságos vagy veszedelmes kalandokat. S végül, amikor a jó királyfi a szép királylány oldalán megtalálja a boldogságot, Süsü, a sárkány is velük marad, mert a jó sárkány számára is adódnak feladatok.

## Szereplők
- Süsü
- Kóbor Királyfi, majd a 14. fejezettől Király
- Bús Királylány, majd a 14. fejezettől Királyné
- Kiskirályfi (a 18. fejezettől kezdve)
- Öreg király
- Kancellár
- Írnok
- Dadus
- Zsoldosok
- Hadvezér
- Sárkányfűárus
- Szénégető
- Cölöpverő
- Favágók
- Kőfejtők
- Csizmadia
- Pék
- Kocsmáros
- Toronyőr
- Petrence Király
- Petrence Király kancellárja
- Torzonborz Király
- Torzonborz Király kancellárja
- Torzonborz Király kémje
- Torzonborz Király hadvezére
- Sárkánylány

## Cselekménye
|  | Alább a cselekmény részletei következnek! |

1. fejezet: Süsüt kitagadják
- Süsüt elküldi az apja megölni az ellenségét, de ő inkább meggyógyítja. Ettől az apja féktelen haragra gerjed, kitagadja, majd száműzi.

2. fejezet: Lepke, lepke, kis lepke
- Süsü átlépi az Emberföld határát, majd összeakad egy lepkével és megszereti. A lepke repülését követve találkozik a favágókkal és a kőfejtőkkel, akik megijednek tőle.

3. fejezet: A Marcona Zsoldosok
- A két zsoldos a kardját köszörüli és dalol. A lepke az egyik zsoldos sisakjára száll le, Süsü meg akarja fogni a lepkét.

4. fejezet: Süsü híre megérkezik a királyi várba
- Az Öreg Király állandóan fázik, hiába itta meg a Dadus teáját. A zsoldosok hírt hoznak arról, hogy láttak egy Süsü nevű rettenetes sárkányt. Ettől megborzong az Öreg Király, a Dadus és a Hadvezér.

5. fejezet: Fele királyság és a Királylány keze
- Kancellár kitalálja, hogy pályázatot hirdessenek a sárkány legyőzésére, ezt az öreg király ki is hirdeti. De hiába. Mindenki elbújik, kivéve a Bús Királylányt.

6. fejezet: Süsü találkozik a Kóbor Királyfival
- Süsü sírdogál, a Kóbor Királyfi pedig ezen csodálkozik. Barátságot kötnek, és együtt vándorútra kelnek.

7. fejezet: Elolvasnak egy plakátot
- Süsü és a Kóbor Királyfi megállnak egy fára akasztott plakát előtt, elolvassák. Rajta van a pályázat díjaként a királylány és a fele királyság. Süsü fél attól, hogy nem fog sikerülni, de a Királyfitól megtanulja az illemszabályokat.

8. fejezet: Páncél is kell a bajvíváshoz
- Süsü és a Kóbor királyfi a plakátból megtudják, hogy bajvívás is lesz. Csakhogy a Királyfinak nincs pénze páncélra, így elhatározzák, hogy dolgozni fognak. A cölöpverőnél Süsü belenyomja a cölöpöket a földbe. A Királyfinak öt aranyat ad a cölöpverő, még mielőtt elfutna Süsü elől.

9. fejezet: A Szénégető
- Süsü és Királyfi a Szénégetőnél próbálnak szerencsét. A Királyfi másik öt aranyra alkudozik, a Szénégető odaadja neki. Süsü a kemencébe fújja a tüzet, de a Szénégető megijed Süsütől. Elszalad.

10. fejezet: A Sárkányfűárus
- Süsü és a Királyfi összetalálkoznak a Sárkányfűárussal, aki sárkányfüveket árul. Királyfi kipróbálja a sárkányfűvel megdelejezni a Sárkányfűárust, hátha működik sárkány, vagyis Süsü ellen. A Királyfi csalónak hiszi a Sárkányfűárust, tíz aranyban állapodnak meg, megkapja. Meglett a húsz arany a páncélra. Megvásárolja. Süsü rövidesen gyakorolhat.

11. fejezet: Bemutatkozás a királyi várban
- A vár népe, az Öreg király, a Kancellár, a Dadus és a Bús Királylány izgatottan megcsodálják a Kóbor Királyfit páncélba bújva, és rémüldözve nézik Süsüt. Mind a ketten készen állnak a bajvívásra.

12. fejezet: A bajvívás
- Süsü és a Királyfi párbajoznak. Süsü fél az erőszaktól, de a Királyfi úgy tesz, mintha igazi párbaj lenne. A végén a Királyfi holtnak tetteti magát, Süsüt rábeszéli, hogy ő győzött. Süsü örül a győzelmének. De Dadus megdobálja Süsüt mindenféle dologgal. Süsü könyörög a Királyfinak.

13. fejezet: Süsü mégis a királyi várban marad
- Süsü elmondja az igazat, senki sem hisz a szemének. A Királyfi és a Királylány megcsókolják egymást, összeházasodnak. Kinevezik Süsüt a királyság fő-fő és udvari mindenes sárkányának. Süsü nagyon boldog lett, hogy neki is van otthona.

14. fejezet: Süsüt befogadják
- Telnek-múlnak az idők. Süsü tiszteletére lustán esznek-isznak a Pék, a Favágók, a Szénégető, a Csizmadia és Kocsmáros. A Sárkányfűárus éhes lett, el akarja venni a perecet az asztalról, de a többiek kinevetik. Bosszút áll rajtuk és Süsün. Ki is találja, hogy mi lesz.

15. fejezet: A Sárkányellátó Vállalat
- A sárkányfűárus elkéri a Királyfiból lett Királytól a Sárkányellátó Vállalat nevében a pecsétjét, aláírását és karhatalmát. Sárkányfűárus ráveszi a dolgozó embereket, hogy Süsü egész testét vizsgálják meg.

16. fejezet: Süsüt megmérik
- Süsü a farakások között dolgozik, de egyszer csak a Favágók megmérik a derekát, a Szénégető megszámolja Süsü fogait, majd a Csizmadia megméri a kezét, a Kocsmáros a száját és a Pék pedig a lábnyomát.

17. fejezet: Mit esznek a sárkányok?
- Kancellár hazaérkezik tanulmányútról, megtudja Sárkányfűárus ötletét. Elküldi őket mindenfelé ennivalót gyűjteni a sárkányeledelhez, azokból főznek Süsünek ebédet. Süsü elmeséli a Királynak a vele történteket, ketten ebédelnek vadkörtét. Az emberek követelik, hogy Süsü mind egye meg a sárkányeledelt, de ő azt elutasítja az egy fejére hivatkozva. A király feloszlatja a Sárkányellátó Vállalatot, kinevezi Sárkányfűárust Süsü szolgálójának.

18. fejezet: Csupa rom az egész vár
- Egy szép délelőtt Süsü lazítás közben sóhajtozik, a Sárkányfűárus legyezgeti. A Kiskirályfi Süsüvel akar játszani, de Sárkányfűárus nem engedi. Kancellár és Írnok sejti, hogy csupa rom az egész vár, hogy még a Toronyőr hatalmas tüsszentéstől is összedől a torony. A Király elvárja a Kancellártól a megoldást. Kancellár elhatározza, hogy Süsü ijeszgesse a turistákat, avval keressenek pénzt.

19. fejezet: Süsü, a rettentő
- Süsünek elkészült a ketrece, bebújik oda, megtanulja a rettentést. Megjönnek a turisták Süsü műsorszámát látni. A Kiskirályfi Süsüvel játszik rettentőt a ketrecben. A turisták csodálkoznak ezen a zűrzavaron, de jól érzik magukat. Tudják, hogy Süsü nem bántja őket.

20. fejezet: Vendég a háznál, öröm a háznál
- A postás holló elhozza a levelet Petrence Királytól, hogy ide fog jönni Süsüt nézni kőfejtés közben. Süsü megörül, nekiáll a kőtörésnek. Amikor pihenne, a Kancellár mindig visszazavarja. Süsü az utolsó szálig megtöri a követ. Őszintén sajnálja.

21. fejezet: A híres királyi kőtörő
- Petrence Király megérkezik a várba Kancellárjával együtt. Türelmetlenkedik, hogy hol van Süsü, a híres kőtörő. Végül Süsü elébe érkezik. Megtudja tőle az igazat, segít neki. A két kancellár felségsértésnek veszi; megérdemlik a büntetést.

22. fejezet: Süsü, a pesztra
- A vár népe Dadus rokonainak szüreti báljára készülődnek, csupán Süsü és Kiskirályfi marad otthon vigyázni a várra és saját magukra.

23. fejezet: Mit játsszunk?
- Süsü és a Kiskirályfi azon töprengnek, mit is játsszanak tulajdonképpen. Mégis játékháborút akarnak játszani, de előbb vadkörtét ebédelnek. A bokrokat gyalogságnak, a fákat pedig lovasságnak képzelik játékukban. Más legyen az ellenségük.

24. fejezet: Torzonborz, az igazi ellenség
- Torzonborznak, a gonosz királynak a szomszédos vár megtámadásán jár az esze. Készülnek az igazi háborúra. Lassan mennek a meleg naptól, mint a csigák. Megközelítik a várat.

25. fejezet: Egy fővezér nem eszik tejbegrízt!
- Süsüt és a Kiskirályt Torzonborz király és katonáit hadifoglyul ejtik, elviszik őket a várba, orvosi ellátásra, meg hogy söpörjék fel a padlót. A vár népe és a Király hazatér. A Kiskirályfit lovaggá ütik, ezentúl nem kell mellé pesztra. A dadus eteti tejbegrízzel, de Kiskirályfi nem kéri, még Torzonborz emberei sem. Süsüék hazazavarják Torzonborz királyt és katonáit.

26. fejezet: A mű-Süsü
- Süsü vadkörtét ebédel, miközben a Kiskirályfival bújócskázik. A Kiskirályfi megtanulja Süsütől, hogy nem szabad lepkét fogni. Torzonborz király újabb bosszút forral. Elmegy a Tudományok Várába a mű-Süsüért, majd elküldi a Hadvezérét és kémjét az igazi Süsü után.

27. fejezet: A kémkedés
- Torzonborz király kémje és hadvezére külön esernyő alá bújva követik Süsüt, de ő észreveszi. Rábízzák a Petrence Király névnapjára való ajándékok beszerzését. Süsü dühös lesz rájuk, de a mű-Süsü megérkezik a várba, felfalja a perecet és a sarkantyús csizmát. Senki se tudja, hogy mi ez az egész. A Király előhívja Süsüt és véletlenül a mű-Süsüt is.

28. fejezet: A próba
- Süsünek és a mű-Süsünek a Kancellár és a Király keresztkérdéseket tesz fel. A Kiskirályfi megállapítja, hogy melyikük az igazi Süsü. A mű-Süsü csapkod a lepke felé, ettől aztán picire összemegy. Aki nem csapkod lepke után, az az igazi Süsü. Mindenki örül, hogy megvan az igazi Süsü.

29. fejezet: A bűvös virág
- Reggel Süsü meglocsolja a virágokat, de nem sejti, hogy ma van a Kiskirályfi 7. születésnapja. Elmegy a Tudományok Várába az öreg Kertészért, akitől megkapja egy bűvös virágnak hagymáját. Megtanulja tőle a verset.

30. fejezet: Születésnapi készülődés
- Süsü meglocsolja a Kertésztől kapott bűvös virágot, kinő a bimbója. A Zsoldosok Süsühöz fordulnak segítségért. A Sárkányfűárus, a Csizmadia és a Pék külön-külön levágják a bűvös virág bimbóit. Amikor Süsü visszajön, rémülten nézi a letört bimbókat és a csupaszon meredező szárát. Szegény Süsü nem is tudja, hogy mi lesz vele.

31. fejezet: Az ünnepség
- A vár népe megünnepli a Kiskirályfi 7. születésnapját, de Süsü még a hátsó udvaron bömböl. Meglocsolja újból a versmondás közben, s lám a bűvös virág újra kihajt és megnő. Süsü megköszöni és a Kiskirályfinak adja ajándékba. Ám a Sárkányfűárusnak, a Csizmadiának és a Péknek ettől megnő az orra. Süsü és a Kiskirályfi elbűvölve nézik a bűvös virágot, tudják jól, hogy a szeretet a legnagyobb dolog a világon.

32. fejezet: Süsü csapdába esik
- Süsü elmegy vadkörtét szedni uzsonnára, de aztán beleesik Torzonborz Király csapdájába. Torzonborz Király újabb bosszúra szomjazva, készen áll a támadásra. Elindulnak a vár felé.

33. fejezet: A hadüzenet
- Torzonborz Király hadat üzen a Királynak, hogy mindent elpusztítanak, hiába várják vissza Süsüt, mert őt csapdába csalták. A Király és a Kiskirályfi aggódik Süsüért. Az éjszaka eltűnik a Király, hogy megkeresse Süsüt.

34. fejezet: Megostromolják a várat
- Torzonborz király és serege elkezdik megostromolni a várat, de a vár népe megvédi, még a Kiskirályfi, az Öreg király, a Zsoldosok és a Hadvezér is. Minden férfi és nő elbújik a házukba, de mindenkit foglyul ejt Torzonborz király serege. A trónteremben lesznek csak biztonságban a többiek.

35. fejezet: A felmentő sereg
- A király kiszabadítja Süsüt a csapdából, beköti a lábát, ahol átszúrta egy karó. Visszamegy a várhoz előcsalogatni Süsünek Torzonborz királyt és seregét. Süsü jól elbánik velük, kötözött sonkát csinál belőlük. Mindenki örül, hogy Süsü épségben visszatér.

36. fejezet: Süsü és a Sárkánylány
- Süsü üzenetet kapott apjától, hogy menjen haza megházasodni. Mindenki Süsü sorsán gondolkodik. Süsü nem akar elmenni, mert ez az ő otthona. A Kancellár megtanítja az udvarlást az igazi menyasszony előtt egy ronda próbabábuval. Választávirat érkezik, hogy a Sárkánylány elindul Süsüt meglátogatni a határon. Oda is érnek a többiek. Megérkezik a Sárkánylány, akinek egy feje van, mint Süsünek. Süsü elbűvölten nézi a Sárkánylányt, s megkéri a kezét. A Kiskirályfi sír, hogy Süsü elmegy, a többiek is búcsút vesznek Süsütől.

## Átdolgozások
A Süsü, a sárkány című meseregényének átdolgozott kiadását az összes Süsü könyvsorozatból Csukás István állította össze, de a nagy meseregényének harmadával kibővítette a tartalmát, a 26. fejezettől a 35-ig. Az átdolgozott kiadást elsőként a Századvég Kiadó hozta ki, 1993-ban, Zich Zsolt fotóival (a harmadik és negyedik kiadásból kihagyva), később a Gesta Könyvkiadó, 2001-ben, Foky Ottó rajzaival, majd 2003-ban Füzesi Zsuzsa rajzaival. Legutóbb 2012-ben a szegedi Könyvmolyképző Kiadó újra megjelentette, ezúttal László Maya rajzaival.

## Külső hivatkozások
- Csukás István: Süsü, a sárkány – 1980-as eredeti szöveg
- Csukás István: Süsü újabb kalandjai című könyvkiadásnak szövege
- Csukás István: Süsü, a sárkány átdolgozott szövege